# 固阳旧城天主堂
固阳旧城天主堂位于内蒙古自治区包头市固阳县金山镇旧城村内，已列为内蒙古自治区文物保护单位。

## 历史
1913年，比利时圣母圣心会神甫任德清在广义魁村（1926年固阳县成立时成为县治）购买广义魁商号的一处院落，于当年8月1日建成26间土房，用作天主堂。该堂隶属比利时圣母圣心会负责的西南蒙古宗座代牧区（1922年更名为绥远代牧区）。
1932年，比利时神甫主持新建教堂，内设育婴院（圣母院）。面阔9.4米，进深28.6米，内有12根红漆立柱。1949年前有教友2300人左右。1949年以后，改由中国神甫主持教务活动。2014年，包头教友闫太平奉献修建大理石圣母山，高2.5米。

## 保护
固阳旧城天主堂先由包头市人民政府公布为市级文物保护单位。2014年9月24日，固阳旧城天主堂由内蒙古自治区人民政府公布为第五批内蒙古自治区文物保护单位，编号5-3-8。